# Caroline Nyaga

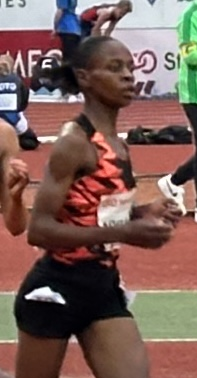
Nyaga bei den Bislett Games 2024

Caroline Nyaga (* 7. Oktober 1993) ist eine kenianische Leichtathletin, die sich auf den Langstreckenlauf spezialisiert hat. Ihren größten Erfolg feierte sie mit dem Gewinn der Goldmedaille über 10.000 Meter bei den Afrikameisterschaften 2022 auf Mauritius.

## Sportliche Laufbahn
Erste internationale Erfahrungen sammelte Caroline Nyaga im Jahr 2019, als sie bei den Afrikaspielen in Rabat in 32:24,17 min den fünften Platz im 10.000-Meter-Lauf belegte. Im Oktober wurde sie in 1:10:00 h Dritte beim Treno-Halbmarathon. 2022 gewann sie dann bei den Afrikameisterschaften in Port Louis in 15:05,34 min die Bronzemedaille über 5000 Meter hinter ihrer Landsfrau Beatrice Chebet und Fantaye Belayneh aus Äthiopien. Zwei Tage darauf siegte sie dann in 32:12,61 min über 10.000 Meter. 2024 gewann sie bei den Afrikameisterschaften in Douala in 4:06,76 min die Silbermedaille im 1500-Meter-Lauf hinter der Äthiopierin Saron Berhe.

## Persönliche Bestzeiten
- 1500 Meter: 4:06,3 min, 2. Mai 2024 in Nairobi
- 3000 Meter: 8:30,99 min, 30. Mai 2024 in Oslo
- 5000 Meter: 14:37,80 min, 27. April 2024 in Suzhou
- 10.000 Meter: 31:55,45 min, 27. Mai 2021 in Nairobi
- 10-km-Straßenlauf: 30:48 min, 29. Januar 2023 in Ibiza
- Halbmarathon: 1:07:36 h, 29. Oktober 2023 in Málaga